# انتخابات الرئاسة التشيلية 1942
انتخابات الرئاسة التشيلية 1942 هي انتخابات رئاسية جرت في 1942، في تشيلي، لانتخاب رئيس تشيلي.
فاز بالانتخابات خوان أنطونيو ريوس.